# Testacella maugei
Testacelle atlantique
Espèce
Testacella maugei, la testacelle atlantique, est une espèce de limace carnivore terrestre du genre Testacella qui dispose d'une coquille très rudimentaire.

## Répartition
L'espèce se rencontre dans certaines îles atlantiques (Açores, Canaries, Madère), au nord de l'Afrique (Maroc), dans la péninsule Ibérique, en France (Gironde, Loir-et-Cher et Maine-et-Loire où sa présence est certaine,), en Irlande et au Royaume-Uni. Elle a également été introduite en Amérique du Nord et en Afrique du Sud.

## Description
Le corps peut être brun, verdâtre ou noir, plus clair sur les côtés, comporte des taches noires et mesure de 60 à 110 millimètres à l'âge adulte. La coquille, située à l'arrière du corps, mesure environ 7 sur 14 millimètres.

## Reproduction
Les œufs mesurent environ 5 millimètres de diamètre. 